# Pietro Pace
Pietro Pace (1831–1914) – maltański prałat, który pełnił funkcję arcybiskupa tytularnego Rodos oraz biskupa Malty od 1889 aż do swojej śmierci w 1914.

## Wczesne lata i studia
Pietru Pace urodził się 9 kwietnia 1831 w Rabacie na Gozo, Malta jako syn Francesco Pace i Margerity Stellini. Otrzymał prywatną edukację od kilku księży, m.in. Franġiska Merciecy. Wstąpił do seminarium na Malcie, skąd wysłany został do Rzymu, gdzie uczęszczał na wydział teologii Uniwersytetu La Sapienza, uzyskując doktorat 13 listopada 1852. Święcenia kapłańskie otrzymał tam 17 grudnia 1853. Pozostał w Rzymie, kontynuując studia z zakresu prawa cywilnego i kanonicznego, które ukończył 26 czerwca 1856. Uzyskał również stopień naukowy z zakresu języków orientalnych, zdobywając złoty medal ufundowany przez papieża Piusa IX. W międzyczasie był wychowawcą dzieci wpływowej rodziny Orsini, a także sekretarzem kardynałów Vincenzo Santucciego, prefekta Świętej Kongregacji ds. Studiów; i Antonio Marii Panebianco z Kurii Rzymskiej.

## Powrót na Maltę
We wrześniu 1858 został wezwany przez ówczesnego biskupa Malty Gaetano Pace Forno na rodzinną wyspę, i powołany do kadry nauczycielskiej seminarium maltańskiego. Został wykładowcą teologii dogmatycznej oraz Pisma Świętego.

W tym okresie Gozo stanowiło część diecezji maltańskiej. Pietro Pace zaangażował się w doprowadzenie do uzyskania przez Gozo statusu samodzielnej diecezji, co stało się faktem 22 września 1864 za sprawą bulli „Singulari Amore” papieża Piusa IX. Pierwszym biskupem Gozo mianowany został Mikiel Franġisk Buttigieg, zaś Pietro Pace został wikariuszem generalnym tejże. Dzięki jego staraniom, w miejscu dawnego szpitala San Giuliano powstało diecezjalne seminarium duchowne, które zostało zainaugurowane 3 listopada 1866. Kanonik Pace, będąc członkiem kapituły diecezjalnej Malty, wciąż wykładał teologię dogmatyczną w seminarium duchownym, oraz teologię moralną na Royal University.
Po śmierci Buttigiega w 1866 nowym biskupem został Antonius Grech Delicata Testaferrata. 25 listopada 1869 Pietro Pace otrzymał tytuł honorowy prałata Jego Świątobliwości i referendarza Sygnatury Apostolskiej.

## Biskup Gozo
Po śmierci biskupa Testaferraty w 1876, w dniu 12 (lub 17) marca 1877 papież przydzielił go na opuszczone miejsce jako trzeciego ordynariusza diecezji. Sakrę biskupią otrzymał 8 kwietnia 1877 w bazylice San Carlo al Corso w Rzymie z rąk kardynała Edwarda Henry’ego Howarda. Formalne objęcie stolicy biskupiej nastąpiło 2 lipca tegoż roku. Biskup Pace odegrał znaczącą rolę w zapoczątkowaniu dwóch żeńskich zgromadzeń zakonnych: Franciscan Sisters of Sacred Heart of Jesus (Siostry Franciszkanki od Serca Jezusa) i Dominican Sisters (Zgromadzenie Sióstr Dominikanek). Jego zasługą jest zainicjowanie subsydiowania przez Brytyjczyków regularnych rejsów parowców pasażerskich z Mġarr na Gozo do Grand Harbour na Malcie. Był dobroczyńcą kościoła katedralnego swojej diecezji, powiększył jego zakrystię, oraz plac przed schodami, wykupując za własne fundusze i rozbierając wszystkie domy tam się znajdujące. Samą katedrę wyposażył w marmurową podłogę, oraz podarował duży zestaw srebrnych naczyń, dziś w muzeum katedralnym.
Z okazji pięćdziesięciolecia zasiadania królowej Wiktorii na brytyjskim tronie 10 czerwca 1887 biskup Pace poprosił o przemianowanie Rabatu, stolicy wyspy, na „Victoria”, co uczyniono po aprobacie przez rząd Wielkiej Brytanii.

## Biskup Malty
11 lutego 1889 papież Leon XIII mianował biskupa Pace biskupem Malty i arcybiskupem tytularnym Rodos. Uroczyste objęcie diecezji nastąpiło 22 lipca tegoż roku.

Biskup zarządzał archidiecezją przez 25 lat. Jego kadencję zwieńczyły obrady XXIV Międzynarodowego Kongresu Eucharystycznego w dniach 23–27 kwietnia 1913. Pomimo swego zaawansowanego wieku, Pace miał wtedy 82 lata, i niezbyt mocnego zdrowia, biskup zadbał o organizację kongresu, i brał udział we wszystkich spotkaniach.

## Śmierć
W lipcu 1914 arcybiskup odwiedził swoją rodzinną wyspę Gozo. W wyniku powikłań związanych z zapaleniem oskrzeli doznał zawału serca i zmarł 29 lipca 1914 o godzinie 5:50 rano w rezydencji swojej rodziny przy 70, Strada Conservatorio w Rabacie na Gozo, gdzie się urodził.
Arcybiskup Pietro Pace pochowany został w katedrze Wniebowzięcia w Cittadelli, górującej nad stolicą wyspy, w kaplicy św. Józefa. brązowe popiersie nad jego grobem wykonał w 1940 rzeźbiarz Antonio Sciortino.